# Dschungel im Sturm
Dschungel im Sturm ist ein US-amerikanisches Filmdrama von Victor Fleming aus dem Jahr 1932. Das Drehbuch basiert auf einem Bühnenstück von Wilson Collison, das am 2. Januar 1928 seine Broadway-Premiere hatte. Der Film zählt zu den Pre-Code-Filmen, die in der Zeit vor dem Hays Code, den Zensur- und Produktionsrichtlinien für US-Filme, produziert wurden. Bemerkenswert ist der Film vor allem durch zweideutige Dialoge und die freizügige Handlung, die in einem Bad der nackten Jean Harlow in einer Regentonne gipfelt. 2006 wurde der Film in das National Film Registry der Library of Congress aufgenommen. Der Film lief 1933 in den deutschen Kinos unter dem Titel Die gelbe Hölle.

## Handlung
Bis auf einige gelegentliche Ausflüge nach Saigon hat Dennis Carson sein Leben auf seiner Kautschuk-Plantage im indochinesischen Dschungel verbracht. Die Plantage wird nur alle vier Wochen von einem alten Dampfer angefahren. Mit Dennis leben die zahlreichen einheimischen Arbeiter, die Aufseher Mac und Guidon sowie der einfältige Hausdiener Hoy – Frauen gibt es hingegen auf der Plantage nicht. Dies ändert sich, als die Prostituierte Vantine dort Zuflucht findet, weil sie in Saigon mit dem Gesetz in Konflikt geraten ist. Die freche und geschwätzige Blondine verliebt sich in Dennis und nennt ihn stets „Fred“. Dennis sieht in ihr jedoch nur einen kleinen Zeitvertreib.
Auf dem nächsten Schiff trifft mit dem Amerikaner Gary Willis ein neuer Vermesser für die Plantage ein. Begleitet wird er von seiner Frau Barbara. Gleichzeitig verlässt Vantine die Plantage mit dem Dampfer, um nach Saigon zurückzukehren. Zunächst stört es Dennis, dass sein neuer Angestellter seine Ehefrau mitgebracht hat, und auch Barbara hält nicht viel von Dennis, bis dieser Gary nach einem Malariaanfall das Leben rettet. Vantine kehrt auf die Plantage zurück, weil der Dampfer defekt ist, doch Dennis will nichts mehr von ihr wissen. Er verliebt sich indes in Barbara, worauf Vantine mit zunehmender Eifersucht reagiert. Nach einiger Zeit erwidert Barbara Dennis’ zärtliche Gefühle und beginnt eine Affäre mit ihm. Bis auf den gutmütig-naiven Gary wissen alle auf der Plantage davon. Dennis schickt Gary für einige Wochen zu einer Vermessung flussabwärts, um Barbara für sich zu haben.
Barbara und Dennis wollen schließlich heiraten, also muss Gary benachrichtigt werden, damit Barbara sich scheiden lassen kann. Dennis sucht Gary auf, bemerkt dabei jedoch Garys tiefe Liebe zu Barbara. Dennis kehrt zur Plantage zurück, gibt sich dem Alkohol hin und lässt sich von Vantine trösten. Vantine sieht endlich ihre Chance auf Dennis gekommen, bis Barbara hinzukommt. Als Dennis ihre Affäre beenden will und sich dabei wie ein Prolet aufführt, schießt ihn Barbara nieder.
Gary kommt zurück, nachdem ihn die Gerüchte über Barbara und Dennis erreicht haben. Barbara ist zu verstört, doch Vantine erzählt Gary, dass Barbara auf Dennis geschossen habe, weil dieser zudringlich geworden sei. Gary vergibt seiner Frau nach Vantines Erklärungen, hat für Dennis jedoch nur noch Verachtung übrig. Vantine verarztet Dennis nach seinem Schuss und pflegt ihn. Im Bett liest er einen Zeitungsartikel, der von der Abreise der Willis’ berichtet. Er merkt schließlich, dass er Vantine liebt.